# ビー玉望遠鏡
「ビー玉望遠鏡」（ビーだまスコープ）は、山崎まさよしの通算18枚目のシングル。2004年8月18日発売。発売元はユニバーサルミュージック。

## 解説
- 真夏にリリースされた初めてのシングル。
- 当時、パーソナリティを務めていたTOKYO FM系『SEVENTH COLORS』では、発売前に何の予告もなく番組内で突然オンエアされた（翌週にあらためて「新曲です。」と紹介された）。
- 長野県の上田市立第三中学校のプールを借りてミュージック・ビデオの撮影を行った[1]。同シングル初回限定盤DVDに収録されたほか、7thアルバム『ADDRESS』（2006年6月28日）の初回限定盤DVDにも収録されている。このほか、2004年5月29日の佐渡島でのライブ&ドキュメンタリーを収録。
- 初回限定盤以外に、CDのみの通常盤がある。CDジャケットは異なるが、どちらもプールが舞台で「水色」を基調としたものである。
- 期間限定では、CDをパソコンにセットすると、インターネットサイトからスクリーンセーバーがダウンロードできる仕組みになっていた。
- カップリング曲の「十六夜（いざよい）」は、A面曲以上にライブで披露される機会が多い。

## 収録曲
1. ビー玉望遠鏡　（4:46）
2. 十六夜　（4:17）
スーパーチャンネル(現・スーパー!ドラマTV)海外ドラマ「サード・ウォッチ」エンディングテーマ
3. mud skiffle track XIII　（5:04）
4. ビー玉望遠鏡（backing track）　（4:43）

- 全作詞・作曲・編曲: 山崎将義
- ブラスアレンジ: 村田陽一

## DVD収録メニュー
1. ビー玉望遠鏡　VIDEO CLIP
2. a day in Sada Island　LIVE DOCUMENTARY
3. 妖精といた夏　LIVE

## 収録作品
- ビー玉望遠鏡 （Single Version）
※アルバム未収録
- ビー玉望遠鏡 （Album Mix）
  - ADDRESS　（7th アルバム）
- 十六夜 （Single Version）
※アルバム未収録
- 十六夜 （Live Version）
  - WITH STRINGS
- 十六夜 （Album Mix）
  - ADDRESS
- mud skiffle track XIII
※アルバム未収録

## 関連人物
- 村田陽一